# Tambura
 Ovo je glavno značenje pojma Tambura. Za rijeku u Rumunjskoj pogledajte Tambura (rijeka).
Tambura (često korištena umanjenica je tamburica) je tradicijsko narodno trzalačko žičano glazbalo.

## Povijest
Tambura je narodni trzalački instrument. Ona je tradicionalna, a ne autohtona kulturna tekovina južnih Slavena i drugih naroda u jugoistočnoj Europi, kako su je donijeli Turci u XIV. i XV stoljeću. Najstariji sačuvani pisani povijesni dokument o tamburi u Bosni i Srbiji potječe iz 1551. godine, u putopisu N. Nicolaja, pratioca francuskog konzula u Turskoj. Tambura se razvila iz žičanog instrumenta poznatog već u kulturi Mezopotamije. O pretečama tambure govore i sačuvani likovni spomenici iz Tebe u Egiptu. 
Daljnjim razvojem i migracijom, tambura je dospjela na područje Jugoistočne Europe gdje se najviše i udomila, ponajprije kod muslimana, u Makedoniji, na Kosovu te osobito u Bosni i Hercegovini. Iz Bosne je seobom Bunjevaca i Šokaca prenesena u Slavoniju i Bačku, pa je u XVIII. i XIX. stoljeću postala najizrazitijim narodnim instrumentom Slavonije i Vojvodine. Najstarija očuvana tambura je iz XIX. stoljeća.
Oblik tambura koje se koriste u današnje vrijeme, u Južnoj i Srednjoj Europi, razvijen je u Mađarskoj u Budimpešti na početku XX. stoljeća radom graditelja violina. Kao primjer za oblik modernih tambura poslužila im je "mala bečka gitara". Stare tambure bile su dosta ograničene glede svojih glazbenih mogućnosti zbog načina ugođavanja, i što su imale samo dvije ili tri žice. Cilj je bio stvoriti od tambure kao narodnog instrumenta jedan novi, koji bi po svojim glasovnim mogućnostima bio ravnopravan klasičnima glazbalima, poput violine i gitare. Tako je nastala cijela porodica glazbala, s četiri žice i kvartnim načinom ugodbe. Jedan od tih graditelja violina Janoš Toth, učitelj Lajoša Bocana. 
Tamburaška glazba bila je jako popularna i u Mađarskoj u XIX. i XX. stoljeću, ali je potisnuta zbog neprilika kojima je pogodovao I. svjetski rat. Kako je u Budimpešti tambura "nestala iz mode" tako se pojavila u Vojvodini (od tuda i naziv vojvođanski štim). Preselivši se u Sentu i ponijevši sa sobom mjere i oblike svojih tambura, Bocan je otvorio radionicu i postao jedan od najpoznatijih graditelja tambura.
Prvi muzej tambure u svijetu otvoren je 2013. godine u Slavonskom Brodu.

## Građa
Tambura ima tri dijela: 
- trup (korpus),
- vrat i
- glavu.

Trup je izdubljen iz javora, kruškova, jablanova, lipova drva, a ponekad se nađe i od kornjačinog oklopa. U novije se vrijeme tambure ne izrađuju od jednog komada drveta nego od tankih savijenih dasaka. Trup je prekriven tankom daskom od meka drva (smrekovine, jelovine, čama) koja se zove glasnjača (tahta). Gornji je dio glasnjače je prekriven tankim slojem tvrdog drva da se trzalicom ne bi oštetio. Na njoj su zvučni otvori, rupice, koje narod zove izlaz glasa (odušak, negdje jasnica), ili samo jedna veća rupa u sredini te otvori kao kod gudačkih glazbala, ovisno o vrsti tambure. Vrat tambure (držak, ručica, divčak) u pravilu je dug. Duž njegove gornje strane pričvršćena je hvataljka ili platna od tvrdog drva na koju su poprijeko pribijene prečnice (pragovi, kote).
Prečnice su od čelične žice, koje označuju mjesto gdje se pritiskom prsta dobiva određen ton. Na pučkim tamburama samicama prečnice su poredane po dijatonskoj ugodbi, a na ostalim tamburama prema kromatskoj ugodbi. Glava je na kraju vrata u piljastu ili pužoliku obliku. U glavu su utaknute čivije.
Umjesto drvenih čivija u novije se vrijeme u glavu pričvršćuje stroj za navijanje žica, prilagođen pužolikoj glavi. Između glave i vrata je konjić s urezanom udubinom za svaku žicu. Žice idu od čivije preko konjića duž vrata i trupa, na kojem je kobilica s urezima za žice kao i na konjiću, a zapinju se na kraju trupa odozdo za zapinjače. Tambure su najčešće dugačke 70 do 95 centimetara i to su u većini slučajeva basprimovi i kontre, ali postoje i potpuno male (prim) od 37 cm, dok se u tamburaškim zborovima upotrebljavaju i velike tambure (bas) od 140 pa do 200 cm. Trzalice su rađene od kosti (rog krave ili bika, od višnjine kore ili od orlova, paunova pera), a u novije vrijeme od celuloidnih ili plastičnih tvari. Trzalica se drži između palca i kažiprsta, ponekad i sa srednjakom. 

## Vrste i sastavi
Postoji 5 vrsta tamburaških instrumenata, koje se razlikuju po zvuku i veličini:
- bisernica (prima) je najmanji tamburaški instrument i ima 5 žica. Na glasnjači ima veći broj - od 8 do 24 - rupica. Tonovi su visoki, i slični onome koje daju mandolina ili balalajka. Kod tamburaških izvedbi uglavnom preuzima prvi, tj. najviši glas. Kada je tamburaški zbor veći, može se koristiti kao:
  - bisernica I
  - bisernica II

- brač (basprim) je tambura koja je nešto veće od bisernica, te stoga ima i dublji zvuk od prime - altovski. Svira se na isti način kao i prima, tj. preuzima sviranje melodije. Kod većih tamburaških orkestara, može se koristiti kao:
  - brač I
  - brač II
  - brač III

- bugarija (kontra, tamburaška gitara) je vrsta tambure sa 4 ili 5 žica, naštimana na tonove dublje od brača. Bugarija se zove i kontra jer svira kontra od  berde.
- čelo (tamburaško čelo) je instrument koji je štiman kao brač, ali je veći, ima dublji ton i ima drugačiju glavu.

- berda (berde, bas, begeš, tamburaški kontrabas)  je najveći instrument tamburaškog orkestra. Svira se stoječki; žice se trzaju rukom ili uz pomoć trzalice. Ne koristi se gudalo. U tamburaškim kompozicijama je česta je suigra berde i bugarije.

Najmanji tamburaški zbor čine trojica tamburaša (tercet ili trio). Slijede kvartet, kvintet, sekstet itd. Mali tamburaški zbor uobičajeno ima od sedam do deset svirača. Skupinu s više od petnaestak tamburaša naziva se tamburaškim orkestrom. Čini ga najčešće nekoliko bisernica I i II, bračeva I, II i III., jedna ili više bugarija, jedno ili više čela, jedan ili više čelovića, jedna ili više berda.
Ponekad se u tamburaški orkestar uvrštavaju i mandoline, najčešće u Dalmaciji. Ponegdje se iz sastava izostavljaju čelo, čelović i brač III. Postoje i tamburaški sastavi s manjim brojem istovrsnih instrumenata, primjerice samo s po jednom bisernicom, bračem, bugarijom i berdom, pritom uz druge instrumente poput gitara ili violina.
- Vrste tambura
- bisernica
- brač
- bugarija
- čelo
- berda

## Mogućnosti instrumenta
Tambura najčešće ima 4, 5 i ponekad 6 žica no broj varira. Obično su prve dvije ugođene unisono i na njima se izvodi melodija. Tambure su jednoglasne, dvoglasne, troglasne i četveroglasne. Razmak u tonovima koje daju prazne žice katkad je sekunda (Banja Luka), češće terca (bugarije), no najviše kvarta (bačko-srijemske tambure) ili kvinta. Za muziciranje na tamburi narodni je izraz udarati u tamburu, tamburati, rjeđe kucati u tamburu. No, sve više se koristi izraz svirati u tamburu. Trzalicom,  koja se već na spomenuti način drži među prstima, se udara u žice kako bi se dobili kratki tonovi ili trže kako bi se dobili dulji tonovi.
Tamburaški zbor je skupina tamburaša koji zajednički muziciraju na tamburama različitih veličina. Zajedničko tamburanje može biti u tercetu, kvartetu, kvintetu i sekstetu tambura, ali i u većim sastavima. Tamburaški ansambl do 15 svirača je tamburaški zbor koji pretežno samo prati pjevanje. Veća se skupina naziva tamburaški orkestar i najčešće se bavi koncertnim muziciranjem. Manjim zborovima ravna primaš, a većima dirigent. S obzirom na način ugodbe tambura postoji nekoliko sistema tamburaških zborova, od kojih su osnovna dva kvartni i kvintni. Nekad se muziciralo na jednoglasno-dvoglasnim tamburama, a kasnije i na troglasnim i četveroglasnim. Prema tome se i tamburaški zborovi dijele na dvoglasne, troglasne i četveroglasne. Svi su oni ugođeni temperirano.

## Vanjske poveznice
- prof. Branimir Besak: Tambura je hrvatsko, a ne tursko glazbalo
- Glazbeni ansambl Trešnjevka: Tambura  Arhivirana inačica izvorne stranice od 24. svibnja 2013. (Wayback Machine) (povijest i različite ugodbe)